# Município Tomboco
Município Tomboco är en kommun i Angola.   Den ligger i provinsen Zaire, i den nordvästra delen av landet, 240 km norr om huvudstaden Luanda.
I omgivningarna runt Município Tomboco växer i huvudsak städsegrön lövskog. Runt Município Tomboco är det mycket glesbefolkat, med 7 invånare per kvadratkilometer.